# Maryna Sluzkaja
Maryna Uladsimirauna Sluzkaja (belarussisch Марына Уладзіміраўна Слуцкая; englisch Maryna Slutskaya; * 9. Juli 1991 in Minsk, Weißrussische SSR, Sowjetunion) ist eine belarussische Judoka, die 2017 und 2019 Europameisterin im Schwergewicht war.

## Karriere
Maryna Sluzkaja gewann 2008 die Silbermedaille bei den U20-Europameisterschaften. 2010 gewann sie die belarussischen Meisterschaften in der Erwachsenenklasse, aber auch in den Altersklassen U20 und U23. Bei den U20-Europameisterschaften erhielt sie 2010 die Silbermedaille, danach belegte sie den fünften Platz bei den Junioren-Weltmeisterschaften und gewann Bronze bei den U23-Europameisterschaften. 2011 belegte sie in der offenen Klasse den fünften Platz bei der Universiade in Shenzhen. Bei den U23-Europameisterschaften gewann sie wie im Vorjahr Bronze im Schwergewicht. 2012 gewann sie in Tallinn ihr erstes Weltcup-Turnier, bei den U23-Europameisterschaften belegte sie 2012 den fünften Platz. Im Juli 2013 startete sie bei der Universiade in Kasan im Schwergewicht und gewann eine Bronzemedaille. Bei den U23-Europameisterschaften 2013 belegte sie wie im Vorjahr den fünften Platz.
2014 erreichte sie den fünften Platz bei den Europameisterschaften imn Montpellier, nachdem sie gegen die beiden Deutschen Jasmin Külbs und Franziska Konitz verloren hatte. 2015 wurden die Europameisterschaften im Rahmen der Europaspiele 2015 in Baku ausgetragen. Sluzkaja unterlag im Halbfinale Jasmin Külbs und im Kampf um Bronze der Ukrainerin Switlana Jarjomka.
Bei den Europameisterschaften 2017 in Warschau bezwang Sluzkaja im Halbfinale die Ukrainerin Jelysaweta Kalanina und gewann im Finale gegen die zweite Ukrainerin Switlana Jarjomka. Ein Jahr später schied sie bei den Europameisterschaften 2018 in Tel Aviv in ihrem ersten Kampf gegen die Französin Romane Dicko aus. Bei den Weltmeisterschaften 2018 gewann sie ihren ersten Kampf gegen die Tunesierin Nihel Cheikh Rouhou und schied im Achtelfinale gegen die Britin Sarah Adlington aus. Im Oktober 2018 siegte Sluzkaja beim Grand-Slam-Turnier in Abu Dhabi. Die Europaspiele 2019 fanden in Minsk statt und wie 2015 wurden bei den Europaspielen auch die Judo-Europameisterschaften ausgetragen. Im Halbfinale siegte Sluzkaja gegen die für Aserbaidschan startende İrina Kindzerskaya, im Finale gewann sie den Titel mit einem Sieg über die Bosnierin Larisa Cerić. Bei den Europameisterschaften 2021 verlor sie im Halbfinale gegen die Türkin Kayra Sayit, den Kampf um Bronze gewann Sluzkaja gegen die Litauerin Sandra Jablonskytė. Nachdem sie bei den Weltmeisterschaften 2021 im Achtelfinale gegen Melissa Mojica aus Puerto Rico ausgeschieden war, verlor sie bei den Olympischen Spielen in Tokio ebenfalls im Achtelfinale gegen die Südkoreanerin Han Mi-jin.